# Vaidas Cepukaitis
Vaidas Cepukaitis (nacido el 16 de mayo de 1989 en Alytus, Lituania), es un jugador de baloncesto lituano de 2,08 de estatura.

## Trayectoria
Formado en su país natal, Lituania, fue considerado uno de los jugadores interiores de mayor proyección de su generación, siendo internacional en todas las categorías inferiores y logrando sendas medallas de plata en los Europeos U18 de 2006 y U20 de 2008. 
Debutó profesionalmente en 2009 en las filas del LSU Baltai para seguidamente fichar por el Zalgiris Kaunas, con cuyo equipo filial destacó en la segunda división lituana en 2010/11. En los años posteriores desarrolló una sólida carrera en diversos equipos de la Liga LKL, máxima competición de Lituania. Además del LSU Baltai, también jugó con BC Lietkabelis, Pieno Zvaigzdes, BC Juventus, Vytautas Prineu, Kedainiai Nevezis, BC Dzukija y BC Wolves. También disputó la Baltic League, la Basketball Champions League en 2016/17 y la Eurocup en 2017/18. 
Destacó especialmente en la temporada 2016/17, cuando formando parte del BC Juventus fue el cuarto jugador más valorado de la liga LKL con promedios de 12.2 puntos (séptimo máximo anotador) y 6.7 rebotes (cuarto mejor reboteador), además de registrar medias de 10.8 puntos y 5.7 rebotes por encuentro en la Basketball Champions League. 
En octubre de 2022 firma con el Cáceres Patrimonio de la Humanidad para disputar la LEB Oro española, en la que sería su primera experiencia profesional fuera de su país. En la temporada 2022/23 dispútó 31 encuentros en los que acreditó 7.5 puntos y 4.7 rebotes.
En la temporada 2023/24 renovó por dos años con el equipo cacereño. Sin embargo, en febrero de 2024 acordó con el club la rescisión de su contrato, habiendo promediado 4.7 puntos y 3.5 rebotes en la campaña.

## Internacionalidad
Es internacional con la selección nacional absoluta de Lituania. En su última participación disputó cuatro encuentros de la fase de clasificación para el Campeonato del Mundo de 2019 en los que promedió 2.8 puntos y 3.5 rebotes.